# Liste von Persönlichkeiten aus Giubiasco
Diese Liste enthält in Giubiasco geborene Persönlichkeiten und solche, die in Giubiasco ihren Wirkungskreis hatten, ohne dort geboren zu sein. Die Liste erhebt keinen Anspruch auf Vollständigkeit.

## Persönlichkeiten
(Sortierung nach Geburtsjahr)
- Adamo da Contone (* um 1160 in Como; † nach 1205 in Giubiasco), Grundherr in Contone, Giubiasco, im Bleniotal und in der Gegend von Bellinzona[1][2]
- Giovanni Maria da Giubiasco (* um 1465 in Giubiasco; † nach 1502 ebenda ?), Maler in Lugano[3]

- Familie Rusca/Rusconi del Palasio. [4][5]
  - Pietro Rusca (* um 1315 in Bellinzona; † nach 11. Februar 1384 in Giubiasco), Domherr des Dom zu Como, gründete die Patronatskaplanei Rusconi in der Kirche San Biagio von Ravecchia und machte verschiedene Stiftungen zu Gunsten des Spitals San Giovanni und der Stiftskirche San Pietro e Stefano von Bellinzona[4]
  - Ravazzino Rusca (* um 1350 in Bellinzona; † vor 1415 in Giubiasco), Adel, Grundbesitzer in Giubiasco, Wohltäter des Kapitels der Stiftskirche Santi Pietro e Stefano von Bellinzona[4]
  - Ramengo Rusca (* um 1375 in Bellinzona; † nach 1450 in Giubiasco), Adel, Enkel von Ramengo, Kaiser Sigismund anerkannte 1413 den Adel und die Freiheiten der Familie, und der Herzog von Mailand befreite ihn vollständig von der Warensteuer[4]
  - Antonio Rusca (* um 1465 in Bellinzona; † vor 1537 in Giubiasco), Enkel von Ramengo, Adel, Grundbesitzer in Giubiasco, erhielt 1481 und 1496 vom Herzog von Mailand die Bestätigung der Befreiung von den Wegegeldern und Zöllen[4]
  - Giovan Pietro Rusca (* um 1475 in Bellinzona; † nach 1537 in Giubiasco), Bruder von Antonio, Adel, Kommissär oder herzoglicher Hauptmann von Bellinzona und Gegner der französischen Truppen des Königs Ludwig XII.[4]
  - Giovanni Andrea Rusconi (* um 1525 in Bellinzona ; † nach 1607 in Giubiasco), Sohn des Giovan Pietro, Hauptmann in den Diensten des Königs von Frankreich, Ritter des Orden vom Goldenen Sporn, Pächter der Zölle von Bellinzona (1601–1607)[4]
  - Carlo Rusconi (* um 1600 in Bellinzona ; † 1676 ebenda), Enkel des Giovanni Andrea, Doktor der Theologie, apostolischer Protonotar, Kommissär und Statthalter des Nunzius in der Schweiz, Erzpriester von Bellinzona 1632. Die regierenden eidgenössischen Orte wollten ihn 1644 zum vom Bischof von Como unabhängigen Generalvikar erheben[4]
  - Giovanni Andrea Rusconi (* 1605 in Bellinzona ; † 16. Dezember 1673 in Giubiasco), Bruder von Carlo, Vogtstatthalter, Bannerherr der Vogtei Bellinzona, Ritter des Orden vom Goldenen Sporn, Bürger von Misox 1667, Stammvater der Rusconi del Palasio[4]
  - Francesco Filippo Rusconi (* um 1605 in Bellinzona; † nach 1658 in Giubiasco), Bruder des Carlo, Ritter des Goldenen Sporn, Doktor des zivilen und kanonischen Rechts, Leutnant einer Freikompagnie von 500 Deutschen in spanischen Diensten, Vogtstatthalter von Bellinzona 1631 und 1658, Stammvater der Rusconi del Saleggio[4]
  - Carlo Bernardo Rusconi (* 17. August 1662 in Giubiasco; † 12. September 1729 ebenda), Sohn des Giovanni Andrea, Ritter vom Goldenen Sporn, Vogtstatthalter[4]
  - Lodovico Antonio Rusconi (* 19. Mai 1672 in Giubiasco; † 2. Juli 1729 ebenda), Bruder des Carlo Bernardo, Chorherr der Stiftskirche Santi Pietro e Stefano von Bellinzona, apostolischer Kommissär[4]
  - Lodovico Andrea Rusconi (* 1707 in Giubiasco; † 24. Dezember 1777 in Spanien), Sohn des Carlo Bernardo, Oberstleutnant in spanischen Diensten[4]
  - Giuseppe Antonio Rusconi (1749–1817), Militär, Politiker, tessiner Grossrat und Staatsrat
  - Fulgenzio Rusconi (* 1780 in Giubiasco; † nach 1814 ebenda), Anwalt, einer der Anführer der Revolution von Giubiasco 1814, präsidierte die Versammlung von Giubiasco, Mitglied der provisorischen Regierung, wurde am 12. September arretiert, ab er am 14. von Volke befreit[4]
  - Giuseppe Carlo Rusconi (* 29. Juli 1797 in Giubiasco; † 26. Dezember 1877), Anwalt, Politiker[4]

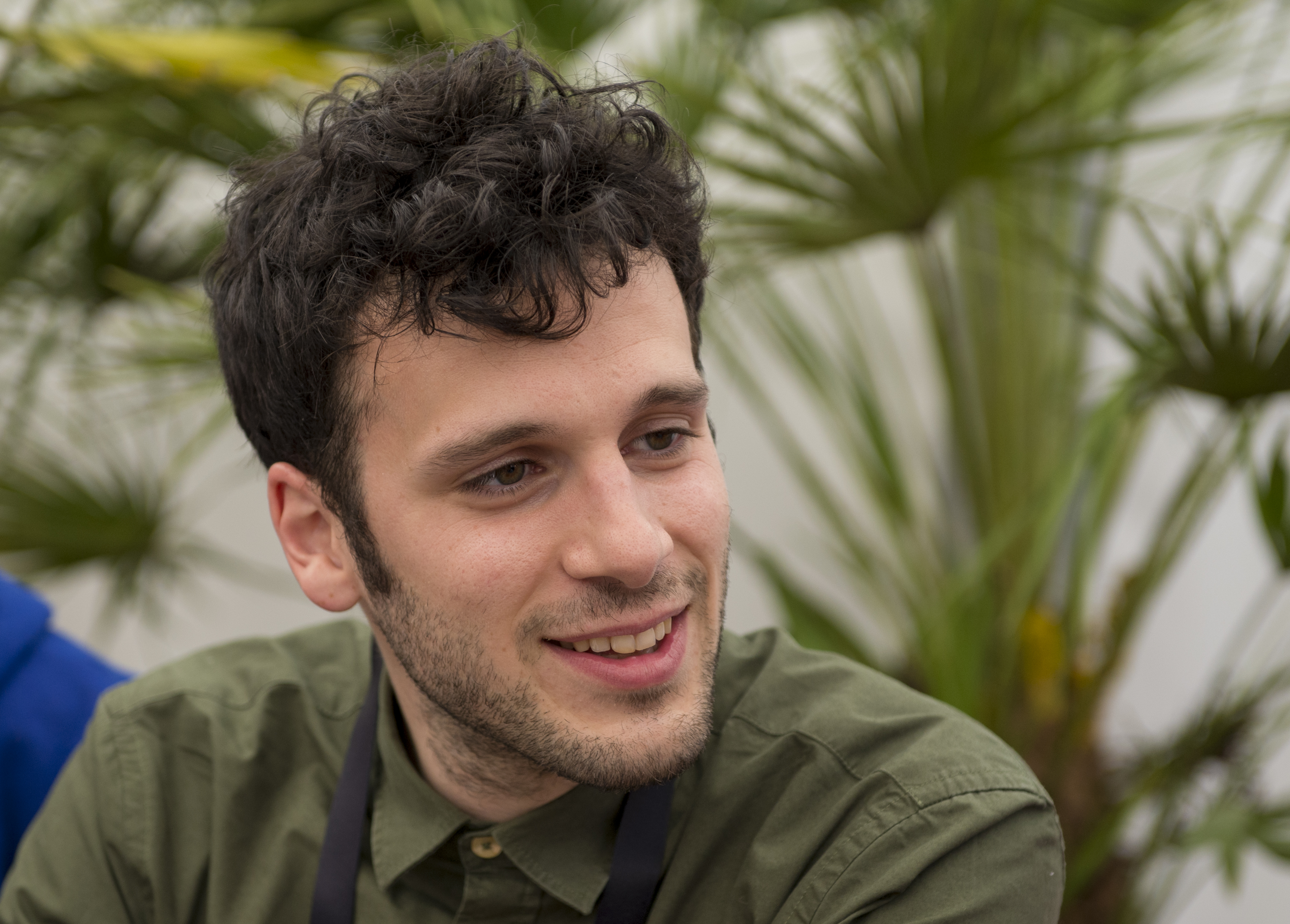
Sebalter

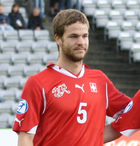
Jonathan Rossini

- Francesco Maria Travella (1802–1854), Pfarrer und Schriftsteller
- Giovanni Danielli (* 20. Juni 1860 in Giubiasco; † 26. Mai 1939 in Locarno), Kunstmaler und Zeichenlehrer schuf Porträt. Er wurde an der Accademia di Belle Arti di Brera in Mailand und bei dem Maler Giuseppe Bertini ausgebildet[6][7]
- Edoardo Berta (1867–1931), Kunstmaler, Restaurator, betreute die Schriftenreihe Monumenti storici ed artistici del cantone Ticino.

- Familie Olgiati. 
  - Camillo Olgiati (1876–1940), Politiker, Tessiner Grossrat, Staatsrat, Nationalrat, Gemeindepräsident von Giubiasco; Präsident der Radikal-Liberalen Demokratische Partei des Kantons Tessin
  - Libero Olgiati (1908–1986), Gemeindepräsident von Giubiasco, Nationalrat[8][9]

- Augusto Sartori (* 14. Mai 1880 in Giubiasco; † 2. März 1957 in Bellinzona), Kunstmaler[10]
- Pierino Tatti (* 23. Mai 1893 (Pietro) in Quinto; † 7. April 1963 in Bellinzona), Gemeindepräsident von Giubiasco, Tessiner Grossrat, Verfassungsrat, Nationalrat[11]
- Dionigia Duchini (* 11. September 1909 in Giubiasco; † 18. Juli 2006 ebenda), Politikerin[12]

- Familie Dell’Ambrogio. 
  - Aldo Dell’Ambrogio (* 29. Januar 1924 in Giubiasco; † 27. Juli 1997 ebenda), Agronomischer Ingenieur. Präsident der Kommission für natürliche Schönheit. Von 1974 bis 1984 war er Bürgermeister der Gemeinde Giubiasco[13]
  - Michele Dell’Ambrogio (* ? in Giubiasco), Gymnasiallehrer, Kinokritiker, Präsident des Circolo del cinema Bellinzona[14]
  - Mauro Dell’Ambrogio (* 1953 in Giubiasco), Jurist, Polizeikommandant des Kantons Tessin, Staatssekretär für Bildung und Forschung[15]

- Ennio Toniolo (* 6. März 1935 in Sesto San Giovanni), Maler, Zeichner, Graphiker, Bildhauer Designer schuf Textilkunst[16][17]

- Familie Traversi. 
  - Anita Traversi (1937–1991), Schlagersängerin
  - Dario Traversi (* 2. März 1942 in Giubiasco), Musiker, Maler und Graphiker[18]

- Ivan Bernasconi (* 1943 in Lugano; † 22. Oktober 2022 in Lamone), Politiker, Gemeindepräsident von Lamone, Militär, Major, Vizekommandant der Polizei des Kanton Tessins tätig im Penitenziario Alla Stampa (Lugano) und ehemaliger Direktor der Polizeischule in Giubiasco[19][20]
- Nello Jametti (* 28. Dezember 1943 in Ponto Valentino; † 19. März 2012 in Giubiasco), Ingenieur, Direktor der Aziende Industriali Luganesi (AIL)[21]
- Alberto Bondolfi (1946), römisch-katholischer Theologe, Universitätsprofessor
- Aurelio Buletti (1946–2023), Sekundarlehrer in der Mittelschule von Viganello, Dichter, Schriftsteller (Schillerpreis 2006), er wohnte in Viganello[22]
- Dino Balestra (1947) ist ein Schweizer Manager und Schriftsteller
- Chris Carpi (* 29. Dezember 1949 in Giubiasco), Grafiker schuf Installation, Computerkunst, Poster, Mail Art und Umweltkunst[23]
- Giuseppe Chiesi (* 1950 in Bellinzona; † 20. Mai 2017 ebenda), Historiker, wohnte in Giubiasco[24][25]
- Alex Pedrazzini genannt Il monello (1951–2021), Jurist, Politiker, tessiner Staatsrat[26]
- Sebalter (1985), Musiker und Sänger
- Jonathan Rossini (1989), Schweizer Fussballspieler